# Svavelvinter (rollspel)
Svavelvinter är ett rollspel utgivet av Fria Ligan 2013. Spelets utveckling påbörjades av Järnringen men utgivningen av spelet togs över av Fria Ligan i samband med att Järnringen avvecklade sin verksamhet. 
Spelets regelsystem är baserat på Powered by the Apocalypse med anpassningar. Spelvärlden utspelar sig i Erik Granströms värld Trakorien och de äventyr som utspelar sig i Konfluxsviten och bokserien Krönikan om den femte konfluxen.
Spelet blev utsett till Årets spel av Speltidningen Fenix 2012.

## Utgivet material
- Svavelvinter regelbok (2012[1]) - Första utgåvan av grundreglerna
- Tramenze - Intrigernas flod (2012[2]) - Äventyrs- och kampanjmodul
- Tricilve - Lojalisternas tid (2013[3]) - Äventyrs- och kampanjmodul
- Svavelvinter regelboken (2013[4]) - Andra utgåvan av grundreglerna
- Svavelvinter världsboken (2014[5]) - Kampanjmodul
- Kartpaket (2014[6]) - speltillbehör